# Henschotermeer
Henschotermeer este un lac turisctic în regiunea Utrechtse Heuvelrug, Țările de Jos. Acest lac se află între dealuri și este apropiate de pădure. Sate apropiate sunt Woudenberg și Maarn.